# Indianapolis 500 1919

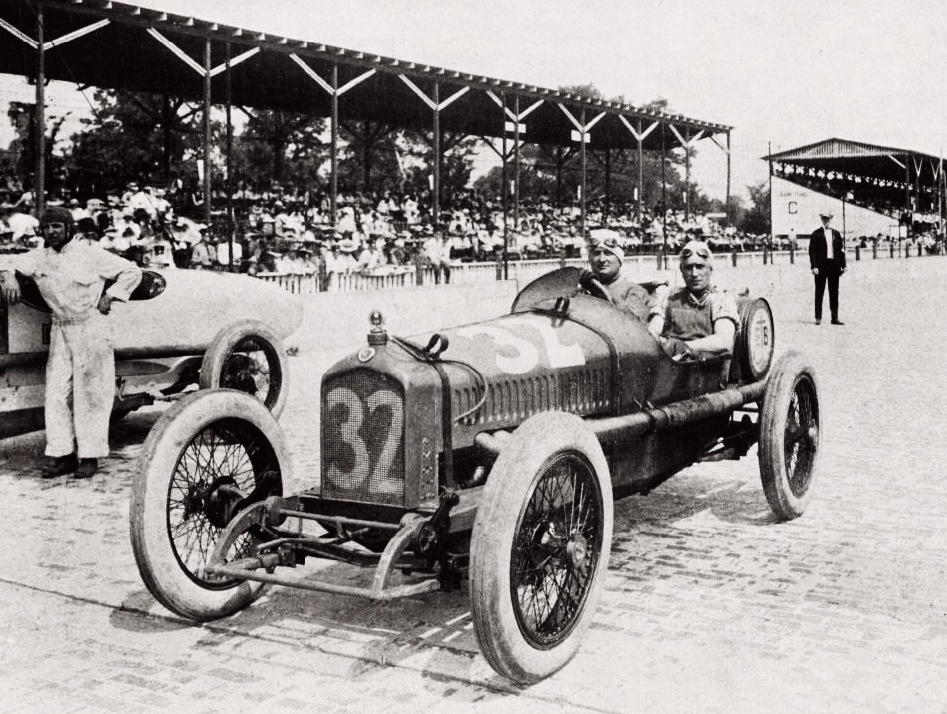
Albert Guyot und sein Beifahrer vor dem Rennstart im Ballot

Das 7. Indianapolis 500 (offiziell 7th 500 Mile International Sweepstakes Race) auf dem Indianapolis Motor Speedway fand am 31. Mai 1919 statt.

## Hintergrund
Das Rennen ging über eine Distanz von 200 Runden à 4,023 km, was einer Gesamtdistanz von 804,672 km entspricht. Aus der Pole-Position startete René Thomas mit einer Einrunden-Durchschnittszeit von 1:25.89 Min. oder 104,78 mph (168,62 km/h). Das Rennen war der vierte Lauf zur AAA-Saison 1919. Die Prämie für den Sieger betrug 20.000 US-Dollar (entspricht 2025 ca. 362.800 Euro).
Nach zweijähriger Unterbrechung auf Grund des Ersten Weltkriegs, organisierten die Veranstalter für 1919 wieder ein 500-Meilen-Rennen von Indianapolis. Anfangs wollte man am 30. Mai starten, da dies aber der Memorial Day war und von den Medien dies kritisiert wurde, verlegte man das Rennen auf den Samstag, 31. Mai. Der Anmeldeschluss für die Teilnehmer war der 1. Mai.
Neu war auch der Qualifikationsmodus bei der Ausgabe 1919. An drei Tagen konnten sich die Fahrer für das Rennen qualifizieren, die schnellsten Piloten des ersten Tages standen in der Startaufstellung zuvorderst. In der Vergangenheit fand am Abend vor dem Rennen eine Auslosung statt, wo der Startplatz ermittelt wurde für die Qualifikanten. Der Franzose René Thomas, in einem Ballot unterwegs, erreichte die schnellste Einrunden-Durchschnittsgeschwindigkeit mit 104,7 mph oder 168,4 km/h. Die Startaufstellung war auf vier Autos pro Reihe festgelegt worden.

## Das Rennen
Der Start des Rennens war um 11:00 Uhr Ortszeit angesetzt. In der ersten Hälfte des Rennens führte Ralph DePalma 65 Runden lang. Für die Runden 66 bis 74 übernahm Louis Chevrolet die Spitze, bevor ihn DePalma wieder überholte.
In der 45. Runde gab es einen Unfall, der tödlich endete. Arthur Thurmann prallte gegen die Innenwand der Rennstrecke und überschlug sich mehrmals. Thurman schleuderte aus dem Auto und flog mehrere Meter durch die Luft. Er verstarb auf dem Weg ins Krankenhaus. Sein Mechaniker Nicholas Molinaro erlitt einen Schädelbruch, er überlebte den Unfall. Ein weiterer tragischer Unfall folgte in der 96. Runde. Nach einem Überschlag verbrannten Louis LeCocq und sein Beifahrer Robert Bandini eingeklemmt unter dem Auto.
In der 103. Runde steuerte DePalma seine Box an. Die Reifen mussten gewechselt werden und eine Reparatur warf ihn weit zurück. Für den Rest des Rennens übernahm Howdy Wilcox die Führung und er gewann souverän. Nach seinem langen Boxenstopp arbeitete sich DePalma auf den sechsten Schlussrang nach vorne, knapp vor Chevrolet. Mit Eddie Heame auf dem zweiten Platz, feierten die US-Amerikaner einen Doppelsieg an diesem äußerst tragischen Renntag. Der Franzose Jules Goux komplettierte das Siegerpodest als dritter.

## Ergebnisse

### Startaufstellung
| Reihe | Innen            | Innen Center   | Auẞen Center        | Auẞen            |
| ----- | ---------------- | -------------- | ------------------- | ---------------- |
| 1     | René Thomas      | Howdy Wilcox   | Albert Guyot        | Ralph DePalma    |
| 2     | Eddie O’Donnell  | Paul Bablot    | Art Klein           | Eddie Hearne     |
| 3     | Earl Cooper      | Ira Vail       | Charles Kirkpatrick | Louis Chevrolet  |
| 4     | Louis Wagner     | Joe Boyer      | Ralph Mulford       | Gaston Chevrolet |
| 5     | W. W. Brown      | Arthur Thurman | Roscoe Sarles       | Cliff Durant     |
| 6     | Ray Howard       | Jules Goux     | Wilbur D’Alene      | Kurt Hitke       |
| 7     | Louis LeCocq     | Ora Haibe      | Denny Hickey        | Tom Alley        |
| 8     | Elmer T. Shannon | Omar Toft      | Tommy Milton        | André Boillot    |
| 9     | J. J. McCoy      |                |                     |                  |

### Schlussklassement
| Pos. | Nr. | Fahrer                                     | Chassis    | Motor        | Zeit/Rückstand            | Qualifikation ø 1 Rd. mph | Start |
| ---- | --- | ------------------------------------------ | ---------- | ------------ | ------------------------- | ------------------------- | ----- |
| 1    | 3   | Howdy Wilcox                               | Peugeot    | Peugeot      | 5:40:42.87 Std. 88,05 mph | 100,01                    | 2     |
| 2    | 14  | Eddie Hearne                               | Stutz      | Stutz        | 200 Rd.                   | 94,50                     | 8     |
| 3    | 6   | Jules Goux (W)                             | Peugeot    | Premier      | 200                       | 95,00                     | 22    |
| 4    | 32  | Albert Guyot                               | Ballot     | Ballot       | 200                       | 98,30                     | 3     |
| 5    | 26  | Tom Alley                                  | Bender     | Bender       | 200                       | 92,20                     | 28    |
| 6    | 4   | Ralph DePalma (W)                          | Packard    | Packard      | 200                       | 98,20                     | 4     |
| 7    | 7   | Louis Chevrolet                            | Frontenac  | Frontenac    | 200                       | 103,10                    | 12    |
| 8    | 27  | Ira Vail (R)                               | Hudson     | Hudson       | 200                       | 94,10                     | 10    |
| 9    | 21  | Denny Hickey (R)                           | Hoskins    | Hudson       | 200                       | 92,50                     | 27    |
| 10   | 41  | Gaston Chevrolet (R)                       | Frontenac  | Frontenac    | 200                       | 100,40                    | 16    |
| 11   | 31  | René Thomas (W)                            | Ballot     | Ballot       | 200                       | 104,70                    | 1     |
| 12   | 8   | Earl Cooper abgelöst Reeves Dutton         | Stutz      | Stutz        | 200                       | 94,25                     | 9     |
| 13   | 23  | Elmer T. Shannon (R) abgelöst Ken Rawlings | Shannon    | Duesenberg   | 200                       | 91,70                     | 29    |
| 14   | 17  | Ora Haibe                                  | Hudson     | Hudson       | 200                       | 92,80                     | 26    |
| 15   | 37  | André Boillot (R)                          | Peugeot    | Peugeot      | 195 (Unfall)              | 89,50                     | 32    |
| 16   | 48  | Ray Howard (R)                             | Peugeot    | Peugeot      | 130 (Öldruck)             | 95,00                     | 21    |
| 17   | 22  | Wilbur D’Alene                             | Duesenberg | Duesenberg   | 120 (Radaufhängung)       | 94,20                     | 23    |
| 18   | 15  | Louis LeCocq (R)                           | Duesenberg | Duesenberg   | 96 (Unfall)               | 92,90                     | 25    |
| 19   | 29  | Art Klein                                  | Peugeot    | Peugeot      | 70 (Ölverlust)            | 94,90                     | 7     |
| 20   | 19  | Charles Kirkpatrick (R)                    | Mercedes   | Mercedes     | 69 (Lenkung)              | 90,00                     | 11    |
| 21   | 33  | Paul Bablot (R) abgelöst Jean Chassagne    | Ballot     | Ballot       | 63 (Unfall)               | 94,90                     | 6     |
| 22   | 10  | Eddie O’Donnell                            | Duesenberg | Duesenberg   | 60 (Motor)                | 97,30                     | 5     |
| 23   | 12  | Kurt Hitke (R)                             | Duesenberg | Duesenberg   | 56 (Lagerschaden)         | 93,50                     | 24    |
| 24   | 1   | Cliff Durant (R)                           | Stutz      | Stutz        | 54 (Lenkung)              | 96,50                     | 20    |
| 25   | 9   | Tommy Milton (R)                           | Duesenberg | Duesenberg   | 50 (Lenkung)              | 89,90                     | 31    |
| 26   | 34  | Louis Wagner (R)                           | Ballot     | Ballot       | 44 (Felgenbruch)          | 101,70                    | 13    |
| 27   | 18  | Arthur Thurman (R)                         | Duesenberg | Duesenberg   | 44 (Unfall)               | 98,00                     | 18    |
| 28   | 43  | Omar Toft (R)                              | Miller     | Miller       | 44 (Lenkung)              | 91,50                     | 30    |
| 29   | 2   | Ralph Mulford                              | Frontenac  | Frontenac    | 37 (Antriebswelle)        | 100,50                    | 15    |
| 30   | 36  | J. J. McCoy (R)                            | McCoy      | unbekannt    | 36 (Ölverlust)            | 86,50                     | 33    |
| 31   | 39  | Joe Boyer (R)                              | Frontenac  | Frontenac    | 30 (Radaufhängung)        | 100,90                    | 14    |
| 32   | 5   | W. W. Brown (R)                            | Brown      | Hudson-Brett | 14 (Lenkung)              | 99,80                     | 17    |
| 33   | 28  | Roscoe Sarles (R)                          | Miller     | Miller       | 8 (Defekt)                | 97,70                     | 19    |

(W) = früherer Gewinner / (R) = Rookie

### Führungsrunden
| Fahrer          | Anzahl |
| --------------- | ------ |
| Howdy Wilcox    | 98     |
| Ralph DePalma   | 93     |
| Louis Chevrolet | 9      |